# Miłosna (gmina)
Miłosna – alternatywna nazwa dawnej wiejskiej gminy Wawer istniejącej od XIX wieku w guberni warszawskiej. Nazwa pochodzi od miejscowości Miłosna, lecz siedzibą władz gminy był Wawer (obecnie część Warszawy).

## Historia
Za Królestwa Polskiego jednostka należała do powiatu warszawskiego w guberni warszawskiej i była określana jako gmina Wawer lub Miłosna.
Ostatecznie zdecydowano się na nazwę gmina Wawer.